# Óscar Pachón Melo
Óscar Mauricio Pachón Melo (Zipaquirá, Cundinamarca, 28 d'abril de 1987) és un ciclista colombià, actualment a l'equip RTS-Monton Racing Team.

## Palmarès
- 2013
  - Vencedor d'una etapa a la Volta a Antioquia
- 2014
  - 1r al Tobago Cycling Classic
- 2015
  - 1r a la Volta a Cundinamarca i vencedor de 2 etapes